# Федосеев, Александр Дмитриевич
Александр Дмитриевич Федосе́ев (13 [26] апреля 1905, Бревино, Ярославская губерния — 21 декабря 1968, Ленинград) — специалист в области огнеупорного и керамического сырья. Автор монографий «Глины СССР» и «Волокнистые силикаты».

## Биография
Родился 13 (26) апреля 1905 года в деревне Бревино (ныне Большесельский район, Ярославская область) в семье крестьянина. В 1929 году окончил геологическое отделение физико-математического факультета ЛГУ.
В 1927 году, ещё студентом, А. А. Федосеев поступил на работу в Государственный научно-исследовательский керамический институт, в котором проработал до 1933 года, занимая должности лаборанта, научного сотрудника, заведующего минералогической лабораторией. В том же году Александр Дмитриевич перешел на работу во Всесоюзный научно-исследовательский и проектный институт огнеупоров, в котором возглавил геолого-сырьевую лабораторию. В 1947 году он был назначен директором института и проработал в этой должности до конца 1956 года.
В этот период научная деятельность А. А. Федосеева была направлена на изучение разнообразного огнеупорного и керамического сырья из месторождений многих районов Советского Союза. Результаты работы были им обобщены во всеобъемлющей монографии «Глины СССР» (1937).
В 1937 году ВАК присуждает А. А. Федосееву ученую степень кандидата геолого-минералогических наук (без защиты), а в 1947 году он защитил диссертацию на соискание ученой степени доктора технических наук.
В период Великой Отечественной войны А. Д. Федосеев вместе с Институтом огнеупоров находился в эвакуации на Урале. В условиях военного времени, когда промышленность огнеупоров лишалась традиционных месторождений сырья на европейской территории страны, огромный научный, практический опыт Александра Дмитриевича и его активная деятельность во многом способствовали созданию новой сырьевой базы для этой важнейшей отрасли, что обеспечило металлургические заводы на востоке страны качественными огнеупорными изделиями. В Ленинград он возвратился вместе с коллективом Института в 1944 году. В этот период основная деятельность А. Д. Федосеева связана с восстановлением и реконструкцией предприятий огнеупорной промышленности, пострадавших в годы войны.
В 1956 году по ходатайству президиума АН СССР Александр Дмитриевич был переведен в ИХСАН имени И. В. Гребенщикова на должность заместителя директора по научной части. На этом посту он выполнял большую научно-организационную работу, а в 1961—1962 годах создал новую лабораторию, названную лабораторией синтеза минеральных полимеров. Согласно решению Президиума АН СССР задачей лаборатории было развитие фундаментальных исследований, посвященных созданию теоретических основ синтеза новых материалов с ценными свойствами, необходимых для реализации высоких технологий в машиностроении, ядерной промышленности, авиационной и космической технике.
Александр Дмитриевич вел педагогическую работу в Ленинградском инженерно-экономическом институте (1930—1933), в ЛГУ имени А. А. Жданова (1944—1956). В течение 16 лет он был председателем Государственной экзаменационной комиссии ЛХТИ имени Ленсовета. Он подготовил 11 кандидатов технических и химических наук. Профессор (1949).
Умер 21 декабря 1968 года в Ленинграде. Похоронен на Ново-Волковском кладбище Санкт-Петербурга.

Могила Федосеева на Ново-Волковском кладбище Санкт-Петербурга.

## Награды и премии
- заслуженный деятель науки и техники РСФСР (1966)
- Сталинская премия третьей степени (1943) — за освоение производства высокоогнеупорных изделий из местного сырья для чёрной металлургии
- Бронзовая медаль ВДНХ — за новые важные экспериментальные данные, которые были обобщены в монографии «Волокнистые силикаты» (1966)
- орден Ленина (1954)
- орден Трудового Красного Знамени (1951)

## Избранные труды
- Федосеев, А. Д., Зенькович Ф. А. Глины СССР. Ч. II : Месторождения / Под ред. П. А. Земятченского; Петрографический ин-т АН СССР. — М.; Л. : АН СССР, 1937. — 663 с.
- Федосеев А. Д., Григорьева Л. Ф., Макарова Т. А. Волокнистые силикаты. Природные и синтетические асбесты. — Л.: Наука, 1966. — 184 с.